# Луї-Жан Мальві
Луї-Жан Мальві (фр. Louis-Jean Malvy фр. вимова: [lwi ʒɑ̃ malvi]; 1 грудня 1875 — 10 червня 1949) — французький політичний діяч, адвокат.

## Життепис
Луї-Жан Мальві народився 1 грудня 1875 в Фіжаку.

## Кар'єра
Мальві був членом Радикальної партії та служив у Палаті депутатів як представник Лота з 1906 по 1919 та з 1924 по 1942. Він був заступником державного секретаря юстиції з 2 по 23 червня 1911 та заступником державного секретаря внутрішніх справ і релігії з 27 червня 1911 по 14 січня 1912.
Мальві був міністром торгівлі, промисловості, пошти і телеграфу з 9 грудня 1913 по 16 березня 1914, міністром внутрішніх справ з 17 березня 1914 по 31 серпня 1917 і з 9 березня по 15 червня 1926. Разом з Жозефом Кайо він був звинувачений у державній зраді в 1918 і був засланий на п'ять років.

## Смерть
Мальві помер 10 червня 1949 від серцевого нападу.